# Casa de la Tercia (Montilla)
La casa de la Tercia es un edificio histórico situado en el municipio español de Montilla, en la provincia de Córdoba. Se encuentra ubicado junto a la plaza de la Rosa y el Teatro Garnelo.

## Características
El edificio fue levantado en 1921 por parte de Francisco de Alvear y Gómez, VII conde de la Cortina, como un inmueble para viviendas. El lugar sobre el que se construyó había acogido con anterioridad la antigua Tercia, así como unas antiguas bodegas que poseía el marquesado.
Posee un imponente fachada de carácter historicista que toma como modelo el palacio de Monterrey de Salamanca. En la esquina con la calle Beato Juan de Ávila se erige un torreón-mirador de tres plantas de altura con logia en la planta última. La fachada presenta arquerías bajas, cuerpo de balcones y galería alta en arcos rebajados, todo ello centrado por una portada de columnas.